# Sergi Cabanas
Sergi Cabanas Pegado (nacido el 10 de febrero de 1996) es un jugador de waterpolo español.

## Internacional
Es medalla de plata en el Europeo de Barcelona 2018.